# テンスド
テンスド（英語: Tensed）は、アメリカ合衆国アイダホ州ベネワ郡の都市。コー・ダリーン ・インディアン保留地内に位置し、マクロスキー州立公園の玄関口として知られる。人口は84人（2020年国勢調査）。

## 名称
当初はコー・ダリーン人に布教活動を行っていたベルギー出身のイエズス会の宣教師ピエール＝ジャン・デ・シュメトにちなんだデスメット（De Smet）であった。しかし南にあるコミュニティが先にデスメットと名乗っていたため、変更を余儀なくされた。次にデスメットを反対から読んだテムスド（Temsed）を提出したが、当局で誤植が発生しテンスド（Tensed）と誤った名称で登録された。だが住民は誰も修正を求めず、そのまま定着した。

## 地理
国道95号線沿いに位置する。ラタ・クリークを挟んで南へ1キロメートルのところにデスメットがある。また東にはセントジョー国有林、西にはパルースが広がる。
アメリカ合衆国国勢調査局によると、2023年の総面積は0.187平方マイル (0.48 km2)で、そのうち陸地は0.187平方マイル (0.48 km2)、水域は0平方マイル (0 km2)、割合は0パーセントである。

## 住民
2020年国勢調査によると人口は84人である。人種別だと白人が4分の3を占める。
| 人種 / 民族 (NH = 非ヒスパニック)           | 人口 | 割合   |
| ------------------------------------------- | ---- | ------ |
| 白人 (NH)                                   | 63   | 75.00% |
| アフリカ系アメリカ人 (NH)                   | 0    | 0.00%  |
| ネイティブ・アメリカン・アラスカ先住民 (NH) | 15   | 17.86% |
| アジア系アメリカ人 (NH)                     | 1    | 1.19%  |
| 太平洋諸島系 (NH)                           | 0    | 0.00%  |
| その他の人種 (NH)                           | 0    | 0.00%  |
| 混血 (NH)                                   | 1    | 1.19%  |
| ヒスパニック/ラテン系アメリカ人             | 4    | 4.76%  |
| 合計                                        | 84   | 100%   |